# 東長崎町
東長崎町（ひがしながさきまち）は、かつて長崎県西彼杵郡にあった町。1963年（昭和38年）4月20日に長崎市に編入合併され自治体としては消滅した。
現在の長崎市東長崎地区にあたる。

## 地理
- 山：帆場岳、井樋ノ尾岳、前岳、行仙岳、普賢岳、船石岳、松尾岳、津屋岳、四牛山
- 島嶼：牧島
- 河川：八郎川、現川川、中尾川、間ノ瀬川、戸石川、清水川、地蔵川、正念川、松原川
- 港湾：千々石湾（橘湾）

## 沿革
- 1889年（明治22年）4月1日 - 町村制施行により、後の町域にあたる西彼杵郡矢上村・北高来郡戸石村・同郡古賀村がそれぞれ単独村制にて発足。
- 1945年（昭和20年）8月9日 - 長崎市松山町に投下された原爆により、後の町域にあたる3村で4,675人負傷。[1]
- 1955年（昭和30年）2月11日 - 矢上村・戸石村・古賀村が新設合併し町制施行。西彼杵郡東長崎町が発足。
- 1963年（昭和38年）4月20日 - 長崎市に編入合併され、自治体としての東長崎町消滅。

## 地名
名を行政区域とする。大字は設置していない。
旧矢上村
- 現川名（うつつがわ）
- 田中名
- 東名
- 平間名
- 町名

旧古賀村
- 木場名（こば）[2]
- 中里名
- 松原名
- 向名

旧戸石村
- 上戸石名
- 川内名
- 里名
- 牧島名

## 交通

### 鉄道
現在はJR九州長崎本線の肥前古賀駅・現川駅が存在するが、東長崎町が存在した当時の長崎本線は長与経由の旧線のみが開通しており、市布経由の新線は開通していなかった。

### 道路
- 長崎街道

### 航路
1948年から1960年まで、矢上から戸石・小浜を経由して加津佐へ向かう航路があった。

## 学校
- 戸石小学校
- 古賀小学校
- 矢上小学校
- 東長崎中学校

## 名所・旧跡
- 滝の観音（平間名）[3]
- 曲崎古墳群（牧島名）[4]
- 東望の浜海水浴場（田中名）[5]